# Heinrich I. (Österreich)

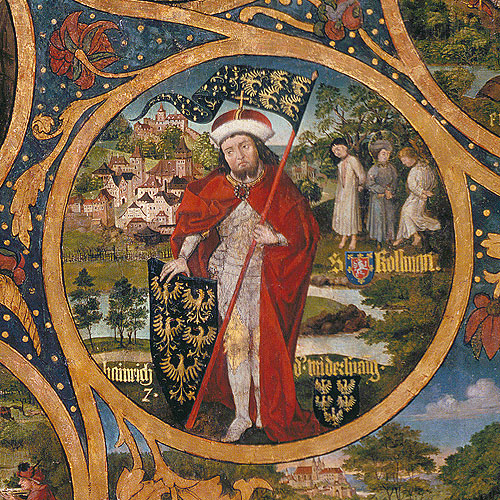
Markgraf Heinrich I. (der Starke) im Hintergrund das Martyrium des hl. Koloman. (Ausschnitt aus dem Babenberger-Stammbaum, Stift Klosterneuburg)

Heinrich I., der Starke († 1018) war von 994 bis 1018 Markgraf von Österreich. Zu seiner Zeit wurde ein Gebiet in der Mark erstmals Ostarrîchi genannt. Schenkungen des Kaisers Heinrich II. belegen die Vergrößerung der Mark nach Norden und Osten. Ladislaus Sunthaym nennt ihn später den Widerspenstigen.

## Leben
Heinrich folgte im Jahre 994 als ältester Sohn auf seinen Vater Markgraf Luitpold I., als Markgraf von Österreich ohne Schwierigkeiten nach, da seine jüngeren Brüder anderweitig versorgt wurden. Ernst war durch seine Ehe mit Gisela, einer Tochter von Herzog Hermann von Schwaben, von 1012 bis 1015 Herzog von Schwaben, Poppo war Geistlicher und von 1016 bis 1047 Erzbischof von Trier, Adalbert war Heinrichs designierter Nachfolger und folgte auf ihn von 1018 bis 1055 als Markgraf von Österreich, und Luitpold I. war Geistlicher und von 1051 bis 1059 Erzbischof von Mainz.

### Ottonische Kirchenpolitik in der Mark
Kurz nach der Übernahme der Mark durch Markgraf Heinrich I. im Jahre 994 kam es auch an der Spitze des Reiches zu einem Wechsel, da nach dem Tod von Kaiser Otto II. Otto III. 983 zum römisch-deutschen König gewählt wurde, im Jahre 995 die selbständige Regierung übernahm und sich 996 in Rom zum Kaiser krönen ließ, wo er seinen Cousin Bruno von Kärnten aus dem Haus der Salier als Gregor V. zum Papst machte. Die enge Verbindung von Kirche und Staat war Teil der ottonischen Kirchenpolitik, die darauf abzielte, die Bischöfe als vom Herrscher bestimmte temporäre Amtsträger gegenüber den dynastisch verwurzelten Stammesherzögen zu begünstigen. In diesem Sinn gewährte der damals fünfjährige König Otto III. unter der Regentschaft seiner Mutter Theophanu dem ehrgeizigen Bischof Pilgrim von Passau († 991) im Jahre 985 umfangreiche Privilegien in der von den Ungarn verwüsteten Mark. Vermutlich spielte dabei auch die Herkunft von Bischof Pilgrim I. eine Rolle, der aus dem mächtigen Haus der Sieghardinger stammte, das in der Mark über Grafschaftsrechte verfügte, und zugleich ein Enkel von Sieghard IV. Graf an der Melk, an der Mank und an der Pielach († 980) war, der von Heinrichs Vater, Markgraf Leopold I. bald nach der Übertragung der Mark aus der Burg Melk an der Donau vertrieben worden war, die seitdem zur Residenz der Markgrafen – und damit auch zu der von Markgraf Heinrich I. – geworden war.
Während es keine Hinweise auf eine Förderung von Markgraf Heinrich I. durch Schenkungen oder Privilegien von Kaiser Otto III. gibt, zeigen etliche Urkunden, dass Otto III. durch Schenkungen von Königsland Bischöfe und geistliche Institutionen gegenüber dem Markgrafen stärkte.
Selbst die erste urkundliche Erwähnung von Markgraf Heinrich I. im Jahre 995 erfolgte im Zusammenhang mit einer solchen Transaktion. Es ging dabei um den Tausch von Liegenschaften zwischen König Otto III. und Gottschalk von Hagenau, Bischof von Freising (994 bis 1005), wobei der König sechs Königshufen an der Ybbs in und um Ulmerfeld – sehr großzügig – gegen ein kleines Gut beim königlichen Burgort Krems an der Donau tauscht. Die Lage der sechs Königshufen wird dabei als in marcha et in comitatu Henrici comitis, d. h., als in der Mark und in der Grafschaft des Grafen Heinrich gelegen, beschrieben.

### Erste Nennung von Österreich
Nicht nur Markgraf Heinrich verdankt seine urkundliche Erstnennung einem Gnadenakt von Otto III., sondern auch der Name „Österreich“, für das bescheidene Kernland der Markgrafschaft, ein Name, der Jahrhunderte später als Haus Österreich  Kontinente überspannen und im 19. Jahrhundert als Kaisertum Österreich die multinationale Donaumonarchie bezeichnen sollte.
Diese Erstnennung von Österreich als „Ostarrichi“  findet sich in einer Schenkungsurkunde, die Kaiser Otto III. auf Ersuchen seines Cousins Heinrich II. von Sachsen, der von 955 bis 976 und wieder von 985 bis 995 Herzog von Bayern und von 989 bis 995 Herzog von Kärnten war, am 1. November 996 in Bruchsal (heute im Landkreis Karlsruhe) zugunsten von Gottschalk von Hagenau, Bischof von Freising (994 bis 1005), ausstellen ließ. In dieser sogenannten „Ostarrichi-Urkunde“  wird die Lage des geschenkten Guts „in loco Niuuanhova dicto“ bei Neuhofen an der Ybbs in Niederösterreich als in regione vulgari vocabulo Ostarrîchi in marcha et in comitatu Heinrici comitis filii Liutpaldi marchionis (etwa: in der Region, die im Volksmund Ostarrichi genannt wird, in der Mark und in der Grafschaft des Grafen Heinrich, des Sohnes des Markgrafen Luitpald) beschrieben. Das bedeutet, dass der Namen Ostarrichi damals eine Region bezeichnete, die über die Markgrafschaft hinausging, während diese selbst erst ab der Mitte des 11. Jahrhunderts so bezeichnet wurde, wo dann von comitatus bzw. marca Ostarrichi die Rede ist. Im Jahre 1979 wurde in Neuhofen eine „Ostarrichi-Gedenkstätte“ eröffnet.
Eine weitere Nennung von Markgraf Heinrich und von Österreich erfolgte im Jahre 998 anlässlich einer Schenkung, die Kaiser Otto III. seinem Verwandten Heinrich II. von Sachsen, genannt Heinrich der Zänker, zukommen ließ. In dieser Urkunde wird das geschenkte Gut Nöchling, d. h., das Gebiet zwischen Ysper  und Sarmingbach an der späteren Grenze zwischen Oberösterreich und Niederösterreich, als gelegen in pago Osterriche vocitato ac comitatu Heinrici marchionis (etwa: in der Provinz, die Osterriche genannt wird und in der Grafschaft des Markgrafen Heinrich) bezeichnet. Dieser Besitz kam später über die Grafen von Ebersberg, die 1045 erloschen, an die Burggrafen von Regensburg.

### Vergabe von Königsgut unter König Heinrich II.
Nach dem Tod von Kaiser Otto III. im Jahre 1002 folgte auf ihn dessen Cousin 2. Grades, Heinrich von Sachsen († 1024), (der Sohn von Heinrich dem Zänker) der seit 995 als Heinrich IV. Herzog von Bayern war, 1002 als Heinrich II. römisch-deutscher König wurde und ab 1014 als Kaiser des Heiligen Römischen Reiches regierte.
In diesem Jahr 1002 erfolgte durch König Heinrich II. die erste – und einzige – große Schenkung von Königsgut an Markgraf Heinrich I. Diese Schenkung unterstreicht die Funktion Heinrichs, die Grenze der Markgrafschaft nach Osten zu erweitern, denn das Heinrich übertragene Gut lag außerhalb des damaligen Altlandes, d. h. nicht mehr im nördlichen Grenzbereich im Viertel ob dem Wienerwald, sondern an der damaligen Ostgrenze der Mark. König Heinrich II. schenkte dem Markgrafen Heinrich ein Gut zwischen der sogenannten Dürren Liesing und der Triesting und damit in einem Gebiet, das erst 991 gesichert worden war. Es handelt sich dabei nicht um den Raum um Mödling, sondern um den von Gaaden, Heiligenkreuz, Alland und Klein-Mariazell im Wienerwald. Dazu erhielt er noch 20 Königshufen, die er sich nördlich der Donau zwischen dem Kamp und der March – die damals schon als Grenzfluss gesehen wurde – beliebig aussuchen konnte. Es wird vermutet, dass Heinrich diese Hufen im Grenzbereich der Mark, im Raum von Weikersdorf und Stockerau auswählte, wo 1011 auch das Kloster Niederaltaich am Wagram Besitz erhielt.
Diese wichtige Schenkung an Markgraf Heinrich I. wird jedoch durch den Umstand relativiert, dass König Heinrich II. an der ottonischen Politik festhielt, bevorzugt kirchliche Stiftungen mit Königsgut auszustatten. So erhielt das Bistum Passau 1007 an der Mündung der Enns und der Erla Besitz, das Erzbistum Salzburg erhielt Besitz zwischen Traisen und Perschling und im Steinfeld, die Bistümer Freising und Regensburg im südlichen Marchfeld, Stift Tegernsee erhielt 1002 Besitz in Unter-Loiben in der Wachau und 1011 60 Königshufen vom sogenannten Ennswald zwischen der Enns und der Ybbs bei Kroisbach, 1011 erhielt das Kloster Niederaltaich, das bereits zur Zeit der Karolinger im östlichen Grenzland reich bedacht worden war, am nördlichen Donau-Wagram bei Absdorf 10 Königshufen.
Eine weitere wichtige Königsschenkung in der Mark erfolgte 1014 durch König Heinrich II. an den Bischof Berengar von Passau (1013–1045), wobei an fünf Orten Land zur Gründung von Kirchen übergeben wurde, was zu einer wesentlichen Vermehrung der Passauer Eigenpfarren und damit zur Stärkung der Passauer Bistumsorganisation in der Mark führte. In der Folge wurden an den Orten Herzogenburg, Krems an der Donau, Altenwörth (=Kirchberg am Wagram), Tulln und Jedlesee (=Stockerau) Kirchen errichtet, die jeweils dem Passauer Stiftungsheiligen Stephan  geweiht wurden.
Aus der Sicht von Markgraf Heinrich I. waren diese königlichen Schenkungen nur bedingt erfreulich, da die geschenkten Gebiete seiner Kontrolle weitgehend entzogen waren und dies dauerhaft, da etwa der dem Kloster Tegernsee 1002 übertragene Besitz bei Kroisbach bis zum Jahr 1803 (!) im Besitz der des Klosters blieb.
Vereinzelt kam es auch zu Schenkungen an weltliche Herren. So erhielt 1002 ein gewisser Pilgrim, vermutlich aus dem Geschlecht der späteren Grafen von Formbach, Besitz beim Ort „Uuvizinesdorf“ d. i. die Rotte Winnersdorf bei Haag, und 100 Hufen vom anliegenden Ennswald. Das Gut ging jedoch bald an das von König Heinrich II. gegründete Bistum Bamberg über.

### Verteidigung der Nordgrenze
Zwischen 1004 und 1018 kam es immer wieder zu Auseinandersetzungen zwischen König Heinrich II. und Bolesław I. Chrobry (Boleslaw I. der Kühne) aus dem Haus der Piasten, der von 992 bis 1025 Herzog von Polen war, 1025 zum ersten König von Polen gekrönt wurde, jedoch im selben Jahr am 17. Juni verstarb.
Markgraf Heinrich I. war von diesen Auseinandersetzungen direkt betroffen. Einerseits, da er als Lehensträger auf der Seite von König Heinrich II. stand und andererseits, da die Mark damals an das Territorium angrenze, das der polnische Herrscher Boleslav I. Chrobry kontrollierte. Diese ungewöhnliche Situation erklärt sich daraus, dass das ursprüngliche Territorium der Mark bloß aus einem ein relativ schmaler Streifen Land zu beiden Seiten der Donau zwischen Enns und Tulln bestand, wobei deren nördliche Grenze entlang dem Höhenzug des Wagram, wenige Kilometer nördlich der Donau verlief und dort – zwischen Krems an der Donau und Stockerau an die damals weit nach Süden reichende Provinz Mähren angrenzte. Mähren war zwar seit etwa 955 unter böhmischer Oberhoheit, wurde jedoch von 999 bis 1019 von dem kriegerischen polnischen Herzog Boleslaw I. kontrolliert, der ab 1003 auch Herzog von Böhmen war.
Der zeitgenössische Chronist Thietmar von Merseburg († 1018) ein Verwandter von Markgraf Heinrich I., hebt in seiner Beschreibung der Feldzüge von König Heinrich II. gegen Polen in den Jahren 1015 und 1017 den Einsatz von Markgraf Heinrich, der einen bayrischen Heerbann anführte, besonders hervor. Er nennt ihn einen „tapferen Kriegsmann“ und spricht von ihm als „Inhaber der zwischen den Ungarn und den Bayern gelegenen Mark“ Militärisch war der Feldzug von Markgraf Heinrich I. nur ein halber Erfolg, denn beide Male kam ihm Herzog Bolesław I. von Polen mit einem Angriff zuvor und führte anschließend ein Heer gegen die Markgrafschaft Heinrichs. Dieser konnte zwar beide Angriffe auf seine Mark erfolgreich abwehren, wurde aber dadurch daran gehindert, auf dem Hauptkriegsschauplatz im heutigen Schlesien einzugreifen.
Die Nachbarschaft der Markgrafschaft Österreich zum polnischen Machtbereich endete erst nach dem Ableben von Markgraf Heinrich I. als es durch innere Kämpfe zum Zusammenbruch des polnischen Reiches kam, wodurch es Oldřich aus der Dynastie der Přemysliden, der von 1012 bis 1034 als Herzog von Böhmen regierte, im Jahre 1019 gelang, Mähren zu erobern und wieder in die Länder der Böhmischen Krone einzufügen, wodurch das Herzogtum Böhmen neuerlich zum direkten Nachbarn der Mark wurde.

### Martyrium des Heiligen Koloman

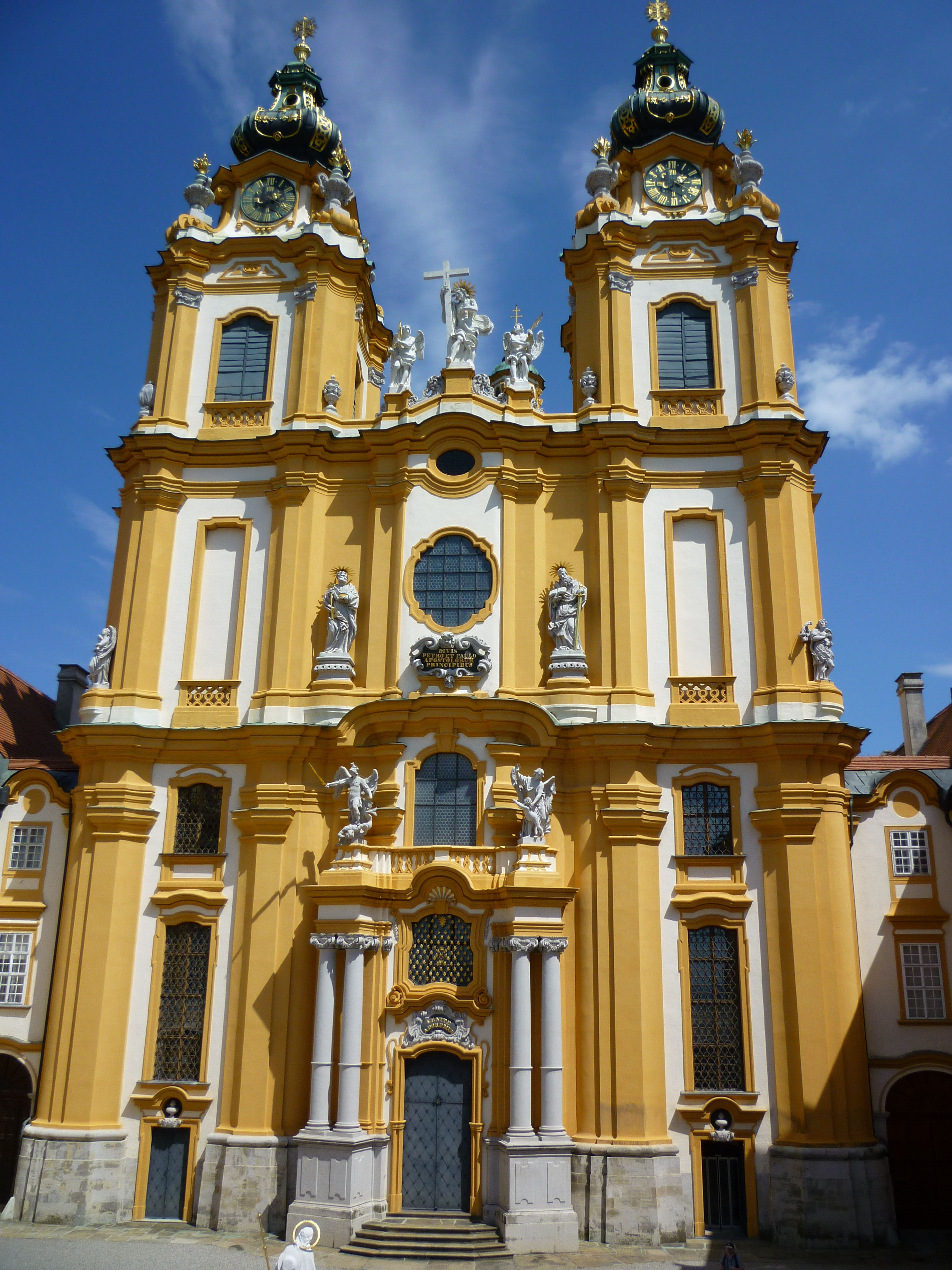
Stiftskirche St. Peter in Melk, Barockfassade

Der Chronist Thietmar von Merseburg berichtet zum Jahr 1017 über den irischen Pilger Koloman, der in den damals unruhigen Zeiten im Grenzgebiet zwischen Bayern und Mähren mangels Verständigungsmöglichkeit als ungarischer Spion verdächtigt, daher gefangen genommen, gefoltert und an einem dürren Baum aufgehängt wurde. Als sich an seinem Grab Wunder ereigneten und u. a. der dürre Baum wieder zu grünen begann, zeigte sich, dass er als Märtyrer gestorben war, weshalb der Leichnam im Auftrag von Markgraf Heinrich I. feierlich in Melk an der Donau bestattet wurde.
Die ältesten Melker Annalen, die zwar erst ab 1122/23 an zeitgenössisch geschrieben wurden, aber wohl ältere hausinterne Quellen benützten, nennen Stockerau als Ort des Martyriums Colomans und geben als Zeitpunkt den 16. Juli 1012 an, wobei die Bestattung in Melk „in Mezilecun sepelivit“ (wohl eher Einsegnung) am 13. Oktober 1014 durch Bischof Megingaud (auch Mengingoz) von Eichstätt (991–1015) erfolgt sein soll, der selbst ein Verwandter von Kaiser Heinrich II. war.
Nach der in der Mitte des 12. Jahrhunderts entstandenen „Passio S. Cholomanni“ deren älteste Handschrift aus der Benediktinerabtei Admont stammt, wurde der Leichnam Kolomans in der „civitas Medelicha“ (Melk an der Donau) und zwar in der Kirche des Apostelfürsten Petrus beigesetzt. Diese war damals eine Eigenkirche des Hochstiftes Eichstätt, was die Einsegnung durch Bischof Megingaud von Eichstätt erklärt. Heute ist dies die barocke Stiftskirche von Melk.
Zugleich ergibt sich aus der Passio S. Cholomanni, dass Markgraf Heinrich seinen Sitz in Melk hatte, da im Text mit Bezug auf ihn Melk als „civitas sua“ (d. h. als seine Stadt) bezeichnet wird. Allerdings wirkte er dort nicht als Eigentümer, denn Melk wies besitzmäßig eine Dreiteilung auf, denn es gehörte teils dem Reich, teil dem Erzbistum Salzburg und teils dem Bistum Eichstätt, wodurch Heinrich dort nur in seiner Eigenschaft als Reichsbeamter bzw. als Stellvertreter des Königs wirken konnte.
Koloman wurde von der Bevölkerung spontan als Heiliger verehrt, ist der Schutzpatron von Stift Melk und war von 1244 bis 1663 offizieller Landespatron von Österreich ob der Enns und von Österreich unter der Enns, bis er in dieser Funktion von Markgraf Leopold III. von Österreich († 1136) abgelöst wurde, der 1465 heiliggesprochen worden war.
Koloman wurde aber auch im Königreich Ungarn verehrt, wo der älteste Sohn von König Géza I. von Ungarn aus dem Haus der Arpaden Koloman genannt wurde, der von 1095 bis 1116 als König von Ungarn regierte und im Byzantinischen Kaiserreich eine Nachkommenschaft hinterließ, die den Familiennamen Dukas Kalomanos trug. Ein anderer Namensträger aus dem Haus der Arpaden war Prinz Koloman (ungarisch: Kálmán) der zweite Sohn von König Andreas II. von Ungarn, der als der erste gekrönte König von Galizien und Lodomerien, von 1212 bis 1219 regierte und später bis 1241 Herzog von Slawonien war.

### Ableben
Thietmar von Merseburg berichtet zum Tod von Markgraf Heinrich I., dass dieser im Jahr 1018 „plötzlich und unerwartet“ erfolgt sei. Eine Todesursache wird in seiner Chronik nicht erwähnt. Der Markgraf wurde in Melk begraben, wie einer handschriftlich aus der ersten Hälfte des 13. Jahrhunderts überlieferten Grabinschrift zu entnehmen ist. Allerdings lässt sich dafür anhand der untersuchten Gebeine kein anthropologischer Nachweis erbringen.

## Familie
Von einer Gemahlin und Kindern Heinrichs gibt es keine Aufzeichnungen in Nekrologen. Erst eine der ältesten Grabsteininschriften Melks aus dem 13. Jahrhundert nennt eine „Suanhilt“, welche Heinrich zugeordnet wird. Diese Quelle wird aber wegen nachgewiesener Fehler als sehr zweifelhaft eingestuft. Mit Sicherheit hatte Heinrich keine überlebenden Kinder. Nach dem Ableben von Markgraf Heinrich I. folgte ihm sein Bruder Adalbert der Siegreiche als Markgraf von Österreich.

## Analyse
Es gelang Heinrich in seiner Amtszeit, die recht junge Mark zu sichern und die Grenzen gegen Norden und Osten vorzuschieben. Dabei erwies er sich als treuer Gefolgsmann der Kaiser und bayrischen Herzöge.
Urkundlich belegt ist der Amtssitz in Melk und die erste Nennung Österreichs als Ostarrîchi.